# Тараскон (кантон)
Тараско́н (фр. Tarascon) — кантон во Франции, находится в регионе Прованс — Альпы — Лазурный Берег, департамент Буш-дю-Рон. Входит в состав округа Арль.
Код INSEE кантона — 1333. Всего в кантон Тараскон входит 5 коммун, из них главной коммуной является Тараскон.
Население кантона на 2008 год составляло 17 792 человека.

## Коммуны кантона
| Коммуна             | Население, чел. (1999) | Почтовый индекс | Код INSEE |
| ------------------- | ---------------------- | --------------- | --------- |
| Бульбон             | 1510                   | 13150           | 13017     |
| Ма-Блан-дез-Альпий  | 373                    | 13103           | 13057     |
| Сен-Пьер-де-Мезоарг | 225                    | 13150           | 13061     |
| Сент-Этьен-дю-Гре   | 2103                   | 13103           | 13094     |
| Тараскон            | 12 668                 | 13150           | 13108     |